# Procesy se Zelenou internacionálou
Procesy se Zelenou internacionálou byly vykonstruované monstrprocesy v komunistickém Československu proti katolické inteligenci, jež se odehrávaly v Československu v první polovině 50. let 20. století. Procesů s údajnými přisluhovači Zelené internacionály bylo několik, dva hlavní byly v Praze (23. až 26. dubna 1952) a v Brně (2. až 4. července 1952), jeden ze souvisejících procesů se konal 25. až 27. června 1952 v Ústí nad Labem.

## Pražský proces
První z řady procesů se Zelenou internacionálou se konal v Praze ve dnech 23. až 26. dubna 1952. Tzv. pražské centrum agrárníků řazených k Zelené internacionále vedené bývalým agrárním poslancem, po válce úředníkem Antonínem Chloupkem sledovala StB už od roku 1948. Mělo ho tvořit osm osob, kromě Chloupka to byli středoškolský profesor Josef Kepka, bankovní úředník František Topol (v agrární straně působil jako funkcionář jeho strýc Václav Topol), spisovatel Otakar Čapek, restauratér Vilém Knebort, advokát Vlastimil Klíma, básník a překladatel Josef Kostohryz a básník Václav Renč. Od května do října 1951 je StB všechny pozatýkala. O průběhu hlavního líčení průběžně referovalo Rudé právo a po jeho skončení publikovány v knížce Agenti Zelené internacionály – nepřátelé naší vesnice (Orbis, Praha 1952).
Dne 26. dubna 1952 byli všichni obžalovaní uznáni vinnými z velezrady, některým se přičítala i špionáž a trestný čin proti míru. Tresty:
- Josef Kepka – trest smrti,
- dalších šest (Antonín Chloupek, František Topol, Otakar Čapek, Vilém Knebort, Vlastimil Klíma a Josef Kostohryz) – doživotí,
- Václav Renč – 25 let vězení.

Všem odsouzeným byl také konfiskován jejich majetek.

## Brněnský proces
Soudní proces probíhal v Brně ve dnech 2. až 4. července 1952 a bylo vyneseno několik rozsudků.

### Výslechy státní bezpečnosti
Prvním zásahem vedoucím k brněnskému procesu se stalo zatčení Ladislava Jehličky 3. května 1951. O pět dní později, tj. 8. května v prvním výslechu jmenoval své „spolupracovníky“. Jednalo se o Oldřicha Albrechta, Stanislava Berounského, Bedřicha Fučíka, Ladislava Karhana, Františka Křelinu, Josefa Knapa, Josefa Kostohryza, Václava Prokůpka, Václava Renče, Miloše Skácela a Jana Zahradníčka. I všichni jmenovaní se zanedlouho ocitli ve vazební věznici.
Výpovědi všech se moc nelišily, je tedy pravděpodobné, že byly předem připraveny orgány komunistické moci a všichni obžalovaní pod výhrůžkami násilí museli spolupracovat. Otázky, které dostával Jehlička, se týkaly převážně jeho styků s ostatními katolickými intelektuály. Řekl, že dne 28. září 1948 se konalo vinobraní ve Starovičkách a zde dle StB byla založena skupina katolických intelektuálů za účelem zvrácení politického systému. 

### Soudní proces
Samotný soudní proces probíhal v Brně ve dnech 2. až 4. července 1952. Organizace celého připravovaného „soudního představení“ nebyla jednoduchá. Vyšetřovatelům trvalo více než rok od Jehličkova zatčení, než byli všichni obžalovaní připraveni vypovídat dle naplánovaného scénáře. Nečekaným problémem bylo přeřazení Václava Renče a hlavně Josefa Kostorhryze do pražské skupiny. Kostohryz zastával v údajné ilegální skupině vedoucí úlohu a po jeho převedení bylo nutné najít na jeho místo někoho jiného. Ještě v trestním oznámení proti celé skupině z 29. září 1951 je Kostohryz uveden na prvním místě.
Nakonec byl do čela skupiny postaven Václav Prokůpek, a to nejspíše proto, že udržoval s Kostohryzem časté kontakty, a toho se dalo využít k propojení obou procesů.
Hlavní líčení bylo zahájeno 2. července v Brně. Obhájci obžalovaných byli přítomni, ale byla to spíše formalita. Plnou mocí si obhájce zvolili pouze Bedřich Fučík, Oldřich Albrecht, Josef Knap, Zdeněk Kalista a Ladislav Kuncíř. Ostatním byli přiděleni ex offo.
V protokolu je psáno, že hlavní líčení bylo přístupné, nicméně lístky na něj byly poskytnuty hlavně kulturním pracovníkům a mladým angažovaným spisovatelům. Rodinným příslušníkům obžalovaných bylo umožněno se jednání zúčastnit, ale maximálně v počtu dvou na každého souzeného.
Rozsudek byl vynesen 4. července. Všichni členové skupiny byli odsouzeni za velezradu a Oldřich Albrecht, Ladislav Jehlička a Ladislav Karhan za trestný čin vyzvědačství. Tresty odnětí svobody byly vysoké, od sedmi do 22 let. Odsouzené postihla také konfiskace veškerého majetku. Václavu Prokůpkovi byl uložen navíc peněžitý trest ve výši 20 000 Kčs, pokud by ho nebyl schopen uhradit, měly mu být k trestu odnětí svobody přičteny dva měsíce navíc. Miloslav Skácel měl uhradit 60 000 Kčs, nebo strávit ve vězení o šest měsíců více. Ladislav Kuncíř měl uložen peněžitý trest ve výši 30 000 Kčs a Václav Hovězák ve výši 50 000 Kčs. I u nich by v případě neschopnosti částku zaplatit došlo k prodloužení pobytu ve vězení.
Rok po odsouzení bylo ministerstvem informací a osvěty nařízeno vyřazení všech publikací, na nichž byl jako autor uveden Zdeněk Kalista, Josef Knap, František Křelina, Václav Prokůpek a Jan Zahradníček. Tímto krokem byla tato kapitola pro komunistický režim uzavřena.

### Odsouzení
- Václav Prokůpek odsouzen na 22 let
- Stanislav Berounský na 20 let
- Oldřich Albrecht na 20 let
- Ladislav Jehlička na 14 let
- Bedřich Fučík na 15 let
- Miloslav Skácel na 17 let
- Ladislav Karhan na 18 let
- Zdeněk Kalista na 15 let
- Josef Knap na 11 let
- Ladislav Kuncíř na 10 let
- František Křelina na 12 let
- Jan Zahradníček na 13 let
- Václav Hovězák na 17 let
- František Kadrnka na 5 let
- Jan Langar na 7 let

### Amnestie
Rok 1960 byl pro některé odsouzené rokem konce vězení. Prezident Antonín Novotný vyhlásil rozsáhlou amnestii. Zbytek trestu byl prominut Bedřichu Fučíkovi, Ladislavu Jehličkovi, Ladislavu Karhanovi, Františku Křelinovi, Janu Zahradníčkovi, Zdeňku Kalistovi a Miloslavu Skácelovi. Zároveň s propuštěním byla odsouzeným navrácena občanská práva. Horší byla situace v oblasti majetkové. Během zatčení StB mnohým obžalovaným zabavila cennosti, peníze v zahraniční měně, v případě spisovatelů i některé literární práce a knihy. Součástí trestu v rámci rozsudku byla také exekuce veškerého majetku, čehož se amnestie netýkala. Navíc, po osmi letech od zatčení spousta těchto věcí už nebyla dohledatelná. Byly jim odpuštěny peněžité tresty a uložena podmínka, že se v následujících 10 letech nesmí dopustit žádného úmyslného trestného činu.
Prokůpek, Albrecht, Hovězák a Langar byli považováni za „organizátory nebezpečných protistátních skupin“, tudíž se na ně amnestie nevztahovala. Tito uvěznění byli propuštěni v první polovině roku 1964. 
Všichni byli i nadále sledováni, zda opět nerozvíjí nepřátelskou činnost a zapojit se do pracovního procesu bylo nadmírně složité. Většina pracovala jako obyčejní dělníci, i když jejich vzdělání bylo na jiné úrovni. Bydlení jim bylo též zabaveno, tudíž se museli spokojit se skromnými byty.